# Port lotniczy Polarny
Port lotniczy Polarny (IATA: PYJ, ICAO: UERP) – port lotniczy położony 1 km na zachód od Nowyj i około 12 km na zachód od Udacznyj, w Jakucji, w Rosji.

## Kierunki lotów i linie lotnicze
| Linia lotnicza  | Kierunek                                                |
| --------------- | ------------------------------------------------------- |
| Ałrosa          | 1. Irkuck 2. Mirny 3. Moskwa-Domodiedowo 4. Nowosybirsk |
| Angara Airlines | 1. Irkuck 2. Nowosybirsk                                |
| NordStar        | 1. Krasnojarsk                                          |
| S7 Airlines     | 1. Nowosybirsk                                          |